# Tanjung (Vii Koto)
Tanjung is een bestuurslaag in het regentschap Tebo van de provincie Jambi, Indonesië. Tanjung telt 2340 inwoners (volkstelling 2010).